# Чупров, Олег Акимович
Оле́г Аки́мович Чупро́в (наст. имя — Альберт Акимович Чупров; 7 марта 1939, Объячево, Коми АССР — 9 марта 2025, Санкт-Петербург, Россия) — советский и российский поэт, член Союза писателей России, член Правления Санкт-Петербургской писательской организации, профессор Международной Славянской Академии, академик Петровской Академии наук и искусств, заслуженный работник Республики Коми, Лауреат Всероссийского конкурса песни (1972 год), Международного конкурса детской песни (1987 год), автор слов официального Гимна Санкт-Петербурга.

## Биография
Детство и юность Олега Чупрова прошли в Усть-Цильме, где он окончил среднюю школу и два года работал на строительстве новой школы. В 1959 году поступил в Ленинградский университет, где проучился три года, после чего по материальным обстоятельствам пошёл работать на радио журналистом. Впоследствии сотрудничал и в ленинградских газетах. В 1965 году поступил в Литературный институт имени А. М. Горького, окончил его в 1974 году. Профессионально писать начал в 1960-е годы, впервые опубликованные стихи вышли в сборнике «Перекличка» в 1966 году. Публиковался в коллективных сборниках «День поэзии» и других.
В 1989 году вышла первая книжка «Свидание с отцом» — о Севере, о жизни, о любви. Как поэт-песенник сотрудничал с Анатолием Кальварским, Яковом Дубравиным, Дмитрием Хилем, Александром Морозовым, Станиславом Горковенко и многими другими композиторами. Песни на слова Олега Чупрова входят в репертуар Иосифа Кобзона, Эдуарда Хиля, Эдиты Пьехи, Муслима Магомаева, Андрея Миронова, Михаила Боярского, Сергея Захарова и прочих. Жил и работал в Санкт-Петербурге. Умер 9 марта 2025 года там же в возрасте 86 лет.

## Творчество

### Книги
Источник — Электронные каталоги РНБ
- Свидание с отцом : [Стихи]. — Сыктывкар : Коми кн. изд-во, 1989. — 60 с. (Содерж.: Циклы: Свидание с отцом; Предчувствие; Я все же северной породы…) — 5000 экз. — ISBN 5-7555-0181-5.
- Олененок на асфальте : [Стихи]. — Сыктывкар : Коми кн. изд-во, 1991. — 126 с. (Содерж.: Олененок на асфальте; Циклы: «Светлое небо над жизнью моей…»; «А жизнь — как пуля у виска…»; «Сам с собой играю в дурака…»; «Я, казалось, про все позабыл…»). — 3500 экз. — ISBN 5-7555-0343-5.
- Звезда на дне колодца : Стихи. — СПб. : ЛИО Редактор, 1992. — 95 с. — 1500 экз.
- Окно в осенний сад : [Стихи]. — Сыктывкар : Коми кн. изд-во, 2000. — 215 с. (Содерж.: Циклы: Лунная трава; Золотые весла; Минное поле). — 1000 экз.
- Золотая карусель. — 2004[12]
- Светлое небо над жизнью моей : стихи. — Сыктывкар : Эском, 2007. — 253 с. — (Звезды Севера : ЗС). — 1000 экз. — ISBN 5-94080-013-0

### Дискография
- «Мой Петербург» (CD)
- «Преображение» (CD)[12]

### Избранные песни
- «Любовь и море» (музыка Якова Дубравина), исполняет Михаил Боярский
- «Интересное кино» (музыка Анатолия Кальварского), исполняет Михаил Боярский
- «Чудо-машина» (музыка Анатолия Кальварского), исполняет Андрей Миронов[13]

## Награды
- Почётный диплом Законодательного Собрания Санкт-Петербурга (24 декабря 2003 года) — за выдающийся вклад в культурное развитие Санкт-Петербурга, многолетний творческий труд и создание текста гимна Санкт-Петербурга[14].